# Senocrate di Afrodisia
Senocrate di Afrodisia (in greco Ξενοκράτης) (Afrodisia, ... – ...; fl. I secolo) è stato un medico greco antico vissuto verso la metà del I secolo. Fu probabilmente contemporaneo di Andromaco.
Galeno afferma che Senocrate visse nella seconda generazione prima di lui. Scrisse alcune opere farmaceutiche, venne accusato da Galeno di fare uso di "rimedi" disgustosi, come per esempio cervelli umani, carne, fegato, urine, escrementi, ecc. 

Viene più volte citato da Galeno e da Clemente Alessandrino, Artemidoro di Daldi, Plinio il Vecchio, Oribasio, Aezio di Amida e Alessandro di Tralles.

## Opere
Di Senocrate ci restano alcuni brevi frammenti, oltre che una sinossi di un'opera sulle creature marine (in greco: Περὶ τῆς ἀπὸ τῶν Ἐνύδρων Τροφῆς), conservata da Oribasio.
Conosciamo anche il nome di un'altra sua opera: Sulle cose utili degli esseri viventi (in greco: Περὶ τῆς ἀπὸ τῶν Ζώων Ὠφελείας).